# Lepricornis incerta
Lepricornis incerta är en fjärilsart som beskrevs av Otto Staudinger 1888. Lepricornis incerta ingår i släktet Lepricornis och familjen Riodinidae. Inga underarter finns listade i Catalogue of Life.